# Karélie

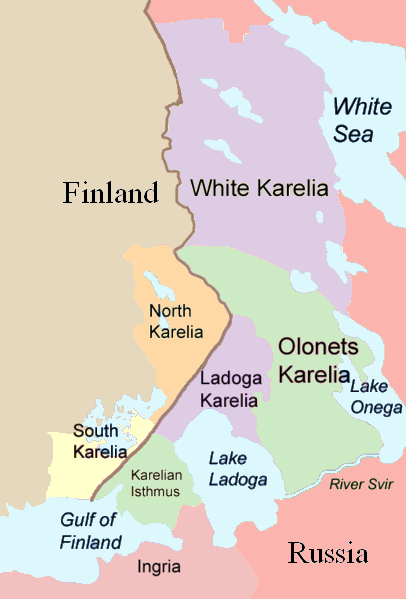
Mapa kombinující dnešní a tradiční dělení. Finské provincie Jižní a Severní Karélie k tradičnímu dělení nepatří – jižní náležela ke Karelské šíji, severní především k Ladožské Karélii.

Karélie (karelsky a finsky Karjala, rusky Карелия či historicky Корела, švédsky Karelen) je země Karelů. Nachází se v severní Evropě a v současné době je rozdělena mezi Rusko (Leningradská oblast a Republika Karélie) a Finsko (provincie Jižní Karélie a Severní Karélie).

## Různé významy
V minulosti se zde často měnily hranice států a jejích administrativního členění. Přesný význam termínu Karélie proto často záleží na kontextu. Historicky byla (Finská) Karélie administrativním krajem Finska (ve finštině Karjala). Východní, převážně luteránská část byla po Zimní válce (1939–1940) postoupena Rusku. Tzv. karelská otázka (pojem z finské politiky) odkazuje právě na tuto východní část Karélie.
V současnosti jsou pojmem Karjala obvykle míněny části Jižní a Severní Karélie, které náležejí Finsku.
Karelská republika je republikou Ruské federace. Její území zahrnuje i Východní Karélii s převážně pravoslavným obyvatelstvem.
O Karélii sváděly již od 13. století tuhý boj Švédsko a Novgorodská republika. V roce 1323 byla Karélie rozdělena mezi tyto státy tzv. Nöteborskou smlouvou. Hlavním městem švédské části se stal Vyborg (Finsky Viipuri).

## Dějiny

Dřívější národní karelská vlajka, vytvořená podle skandinávských vzorů

V rámci Nystadské smlouvy z roku 1721 mezi Švédskem a Ruským impériem byla většina Karélie postoupena Rusku. Po Finské válce (1808–1809) byla Karélie připojena k Finskému velkoknížectví. Roku 1917 Finsko vyhlásilo samostatnost a roku 1920 byla Tartskou smlouvou stvrzena hranice mezi Finskem a Ruskem. Hranice dělila Karélii na finskou a ruskou část.
Po skončení občanské války (1917–1923) a vytvoření Sovětského svazu (1922) se sovětská část Karélie stala roku 1923 Karelskou ASSR (Autonomní sovětská socialistická republika).
Roku 1939 Sovětský svaz napadl Finsko a začala Zimní válka. Po uzavření Moskevského míru (1940) náležela většina Karélie Sovětskému svazu. Okolo 400 000 lidí, tj. téměř celá tehdejší karelská populace, byla přesídlena do Finska. Roku 1941 Karélii znovu zabralo Finsko a drželo ji asi tři roky po dobu tzv. Pokračovací války (1941–1944).
Zimní válka a následná Sovětská expanze zanechala po sobě ve Finsku pocit velké hořkosti. Finsko ztratilo své druhé největší město Viipuri (Vyborg), průmyslové centrum v povodí Vuoksi, průplav Saimaa spojující střední Finsko a Finský záliv a přístup k Ladožskému jezeru. Přibližně osmina finského obyvatelstva se stala uprchlíky bez domova.
V důsledku mírové smlouvy byla Karelská ASSR přeměněna na Karelo-finskou sovětskou socialistickou republiku. Roku 1956 se sovětská Karélie přeměnila zpět na Karelskou ASSR. Karélie se tak stala jedinou Sovětskou svazovou republikou (SSR), která o tento status přišla a stala se z ní „jen“ ASSR. Na rozdíl od ASSR, SSR měla alespoň teoreticky právo se od Sovětského svazu oddělit. V roce 1991 vznikla z Karelské ASSR Republika Karélie.
Zhroucení Sovětského svazu v 90. letech 20. století přineslo do Karélie silnou ekonomickou krizi. Mnoho obyvatel se odstěhovalo a mnoho budov ze sovětské éry i staré budovy z finského období je opuštěno a chátrá.

## Politika
Karélie je rozdělena mezi Finsko a Rusko. Republika Karélie je republikou Ruské federace, která vznikla roku 1991 z Karelské ASSR. Karelská šíje je připojena k Leningradské oblasti. Finská část Karélie je administrativně rozdělena na Finské provincie Jižní Karélie a Severní Karélie.
Ve Finsku je několik malých zanícených skupin (např. Karjalan Liitto, ProKarelia), které se snaží o sblížení finských a ruských částí Karélie v rámci Finska. Tyto skupiny usilují o připojení těch částí Karélie, které byly historicky finské, zpět k Finsku. Tyto politické snahy jsou ve Finsku označovány pojmem karelská otázka. Většina původních finských obyvatel byla přesídlena do vnitřních částí Finska, rusifikována nebo byla rozptýlena po celém Rusku v rámci různých přesunů obyvatelstva v Sovětském svazu, a tak mají tyto snahy jen malou naději na úspěch.

## Geografie

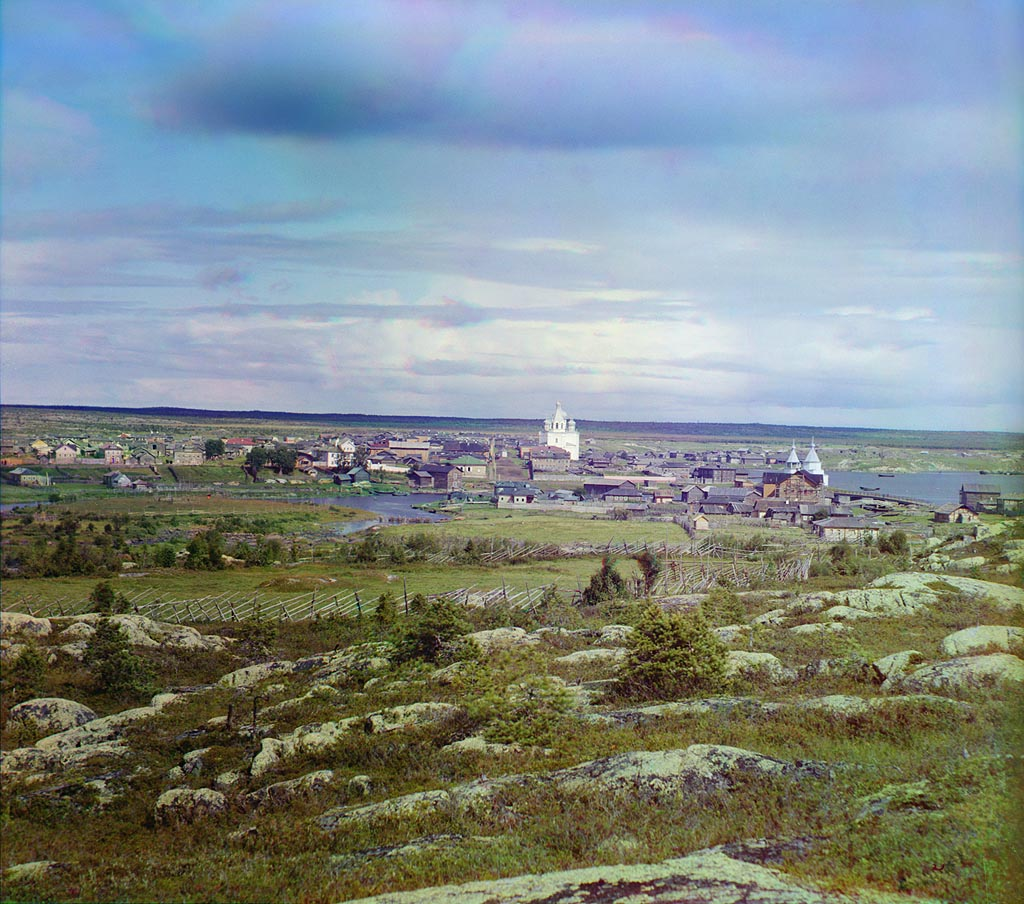
Pohled na město Kem, 1916

Hranice mezi Karélií a Ingrií se historicky nacházela na řece Nivě a později se posunula severně na Karelskou šíji, kde sledovala řeku Sestra. Na druhém břehu Ladožského jezera tvoří jižní hranici historické Karélie řeka Svir. Jezero Saimaa tvoří západní hranici. Na východě Karélii ohraničuje Oněžské jezero a Bílé moře.
Na severu žili kočovní Sámové, ale nenachází se tam žádná vhodná přírodní hranice krom rozsáhlých lesů (tajga) a tundry. Historické texty někdy rozdělují Karélii na Východní a Západní Karélii, někdy též nazývané jako Ruská Karélie a Finská Karélie. Oblast na sever od Ladožského jezera, která před 2. světovou válkou patřila Finsku, se nazývá Ladožská Karélie. Pruh území v okolí předválečné hranice se občas označuje jako Hraniční Karélie. Východní Karélie se dělí na Bílou Karélii (severní část) a Oloněckou Karélii (jižní část Východní Karélie). Tverskou Karélii tvoří vesnice v Tverské oblasti, kde žijí především Karelané.

## Demografie
V Republice Karélie a v Tverské Karélii se mluví karelštinou. Na obou březích Svitu se mluví vepštinou. Tzv. Karelské dialekty finštiny se používají v Jižní Karélii a tvoří jihovýchodní skupinu finských dialektů. Podobnými dialekty se mluví i v Ingrii, což je oblast mezi estonskou hranicí a Ladožským jezerem. Tento jazyk se do této oblasti dostal v 17. století spolu se Švédy. Původní obyvatelé Ingrie, Ingrové, mají svůj jazyk, který je příbuzný Karelštině a jihovýchodním dialektům finštiny. Dialekty používané v Severní Karélii patří k velké skupině savonských dialektů používaných ve východním a středním Finsku. Karelové přesídlení z Finské Karélie a jejich potomci jsou roztroušeni po celém Finsku a odhaduje se, že ve Finsku žije asi milion lidí s kořeny v oblastech postoupených Sovětskému svazu po 2. světové válce. Ve Finsku mluví Karelštinou jen asi 5000 lidí.
Dne 2. února 2022 spustila ruská vláda program Hektar v Arktidě, kdy nabízí svým občanům hektar půdy zdarma pro přesídlení, rozvoj ekoturistiky, zemědělství apod. Pozemek je nabízen na pět let bez placení, následně si jej budou ruští občané moci koupit, pronajmout a nebo vrátit. Rusko si od toho slibuje příliv nových lidí do arktických oblastí. Jednou z určených oblastí je právě Karélie.